# Can Fages (Porqueres)
Can Fages és un edifici de Porqueres (Pla de l'Estany) inclosa a l'Inventari del Patrimoni Arquitectònic de Catalunya.

## Descripció
És un mas d'estructura d'estil basilical, distingint-se en alçat tres cossos units: un cos central de més alçada i coberta a dues vessants al que queden adossats dos cossos laterals, d'alçada inferior i amb coberta a una vessant. L'edifici consta de planta baixa, pis i golfes. La porta d'entrada amb forma d'arc rebaixat està flanquejada per dues senzilles finestres amb llinda arquejada d'una sola peça. Al primer pis s'obren tres finestres de les mateixes característiques que queden alineades respecte les obertures de la planta baixa. La façana s'articula amb criteris de simetria. L'edifici ha estat realitzat amb pedra petita i irregular, a excepció dels marcs de les portes i finestres composts per pedres de grans dimensions ben escairades.

## Història
No posseïm cap data que faci referència a l'edifici però per la seva estructura cal proposar com a data aproximada els segles xvii o xviii. La casa ha estat objecte d'una restauració al segle xx.